# Jan Mertens (voetballer)
Jan Mertens (Duffel, 12 januari 1995) is een Belgisch voetballer die onder contract staat bij SC Eendracht Aalst. Mertens werd in het begin van zijn carrière bij SK Lommel en SC Eendracht Aalst geteisterd door een aantal zware blessures. In het seizoen 2015-2016 bij SK Lommel scheurde Mertens de mediale band van zijn linkerknie volledig af. Na een lange revalidatie van 6 maanden werd besloten zijn contract te ontbinden en zette Mertens een stapje terug. 
In zijn eerste seizoen bij SC Eendracht Aalst had hij dezelfde blessure aan de rechterknie. Na weer een lange revalidatie speelde hij dat jaar toch nog 20 competitiewedstrijden. Hij kreeg van de Aalsterse supporters de bijnaam 'Sterke Jan' bezongen, omwille van zijn harde en fysieke speelstijl die de supporters wel konden smaken. 
In het seizoen 2018-2019 kreeg hij de typische voetbalblessure pubalgie. In combinatie met een scheur en een gebarsten schaambeen remde dit zijn opmars af. In februari werd Mertens opnieuw fit verklaard waarna hij hard werkte om terug op niveau te geraken. Hij kwam in dit seizoen niet verder dan 6 competitiewedstrijden. 

## Statistieken
| Seizoen         | Club               | Competitie             | Competitie | Competitie | Play-offs | Play-offs | Beker | Beker | Totaal | Totaal |
| Seizoen         | Club               | Competitie             | Wed.       | Dlp.       | Wed.      | Dlp.      | Wed.  | Dlp.  | Wed.   | Dlp.   |
| --------------- | ------------------ | ---------------------- | ---------- | ---------- | --------- | --------- | ----- | ----- | ------ | ------ |
| 2014-2015       | KV Mechelen        | Jupiler Pro League     | 1          | 0          | 0         | 0         | 1     | 0     | 2      | 0      |
| 2015-2016       | Lommel United      | Tweede klasse          | 1          | 0          | 0         | 0         | 2     | 0     | 3      | 0      |
| 2016-2017       | KSV Temse          | Tweede klasse amateurs | 25         | 1          | 0         | 0         | 2     | 0     | 27     | 1      |
| 2017-2018       | SC Eendracht Aalst | Eerste klasse amateurs | 20         | 0          | 0         | 0         | 3     | 0     | 23     | 0      |
| 2018-2019       | SC Eendracht Aalst | Eerste klasse amateurs | 6          | 0          | 0         | 0         | 2     | 0     | 8      | 0      |
| 2019-2020       | SC Eendracht Aalst | Tweede klasse amateurs | 7          | 1          | 0         | 0         | 4     | 1     | 11     | 0      |
| Carrière totaal | Carrière totaal    | Carrière totaal        | 60         | 2          | 0         | 0         | 14    | 1     | 74     | 3      |

Bron: Jan Mertens op soccerway.com